# Scorpaenopsis vittapinna
Scorpaenopsis vittapinna är en fiskart som beskrevs av Randall och William N. Eschmeyer 2001. Scorpaenopsis vittapinna ingår i släktet Scorpaenopsis och familjen Scorpaenidae. Inga underarter finns listade i Catalogue of Life.